# Papstname

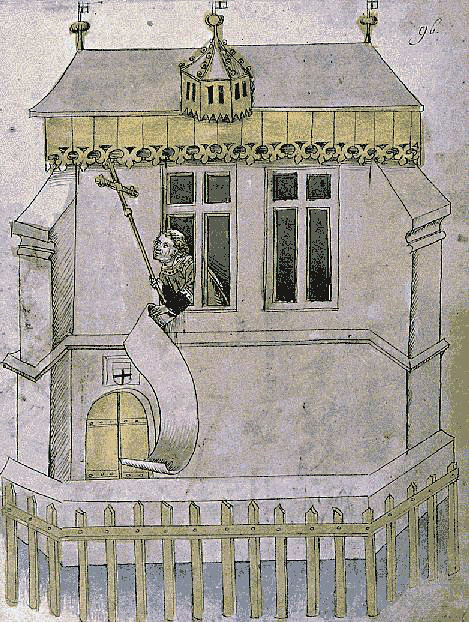
Verkündigung des Papstnamens Martins V. im Jahre 1415 auf dem Konzil von Konstanz

Der Papstname wird von einem neu gewählten Papst anstelle seines Taufnamens angenommen und verbleibt ihm, wie im Fall des Papstes Benedikt XVI., auch nach einem Amtsverzicht. Seinen Namenstag begeht der Papst hingegen nach wie vor nach seinem Taufnamen. Der Papstname wird der in Rom versammelten Menge am Ende eines Konklaves vom Kardinalprotodiakon auf Lateinisch verkündet:

„Annuntio vobis gaudium magnum: Habemus Papam! Eminentissimum ac Reverendissimum Dominum, Dominum N. N., Sanctae Romanae Ecclesiae Cardinalem N. N., qui sibi nomen imposuit N. N.“

„Ich verkünde euch eine große Freude: Wir haben einen Papst! Seine Eminenz den Hochwürdigsten Herrn, Herrn [Taufname des Gewählten], der Heiligen Römischen Kirche Kardinal, [Familienname des Gewählten], welcher sich den Namen [Papstname] gegeben hat.“

Sollte ein Angehöriger einer der unierten Ostkirchen zum Papst gewählt worden sein, entfällt das Wort „Romanae“. Ist der Gewählte nicht im Kardinalsrang, entfällt der entsprechende Passus.
Die Tradition, bei der Wahl zum Papst einen neuen Namen anzunehmen, reicht zwar nicht bis zu den Ursprüngen des Papstamtes zurück, aber durch Abstimmung der Namen der modernen Päpste mit denen des Altertums und durch eine einheitliche Nomenklatur von den Anfängen bis heute trägt er auf seine Art zum Fortbestand dieser Institution bei.

## Formen und Varianten von Papstnamen
Wie andere Rufnamen unterscheiden sich auch die Papstnamen in verschiedenen Sprachen. Für gewöhnlich werden die Namen in die jeweilige einheimische Sprache „übersetzt“, sofern es in ihr ein Äquivalent für sie gibt. Deshalb wird ein Papst, der auf Latein Ioannes und auf Griechisch Ιωάννης (Ioánnis) heißt, auf Französisch Jean, auf Englisch John, auf Italienisch Giovanni, auf Spanisch Juan, auf Ungarisch János und auf Deutsch Johannes genannt. Sofern nicht speziell angemerkt, sind die in diesem Artikel verwendeten Papstnamen die deutschsprachigen. Für den 2013 gewählten Papst setzte sich im Deutschen sofort Franziskus durch, wohl weil damit der Verweis auf Franz von Assisi am deutlichsten „übersetzt“ wird. Päpste mit dem Namen Johannes wurden im Deutschen gleichfalls nie nur „Johann“ genannt, während „Paul“ als Übersetzung für lat. Paulus (eigentlich: „der Kleine“) auch für den Papstnamen üblich war.

### Namen und Sprachen
Nicht jede „Übersetzung“ – meist eine im Laufe der Jahrhunderte erfolgte Umformung oder phonetische und grammatikalische Anpassung – ist möglich oder notwendig. Einige seltene Namen behalten ihre lateinische oder griechische Form, weil es kein deutsches Äquivalent gibt (Hormisdas, Sisinnius); andere lateinische Namen sind unverändert auch auf Deutsch gängig, beispielsweise wenn der jeweilige Name im Deutschen als „säkularer“ Vorname üblich ist (Pius, Leo).
In nicht-katholischen Ländern und Kulturen werden Papstnamen häufig anderen Sprachen entliehen. Auf Türkisch ist es üblich, Päpste mit ihrem französischen Namen mit vorangestellter Nummer zu bezeichnen. Johannes Paul II. und Benedikt XVI. heißen darum im Allgemeinen ikinci Jean Paul und onaltıncı Benoit. Mit zunehmender Verbreitung des Englischen findet man jedoch immer öfter die Formen ikinci John Paul bzw. onaltıncı Benedict. Man findet sogar die lateinischen oder italienischen Namen. Darüber hinaus wird bei diesen Formen manchmal die Rechtschreibung der Herkunftssprache beibehalten, manchmal der Name phonetisch geschrieben (Jan Pol).
Die kulturelle und sprachliche Dominanz eines Staates über einen anderen hat starken Einfluss auf die Namensgebung im dominierten Land, auch im Hinblick auf Papstnamen. Auf Aserbaidschanisch, einer dem Türkischen sehr nahen Sprache, benutzt man die russischen Papstnamen, weswegen Johannes Paul II. ikinci Ioann Pavel – auf Russisch Иоанн Павел второй (Ioann Pawel wtoroj) – genannt wurde. Auf Tagalog, der Amtssprache der Philippinen, werden die spanischen Papstnamen verwendet. In den protestantisch geprägten Ländern Nordeuropas werden am häufigsten die lateinischen Papstnamen verwendet, auch wenn in der jeweiligen Sprache ein Äquivalent existiert. Ausnahmen werden aber für die gängigsten Vornamen (Paul, Alexander) gemacht, und bei anderen kann die Orthographie der der Landessprache angepasst werden (zum Beispiel durch Ersatz von c durch k). Im Gegensatz dazu haben Sprachen in orthodoxen Ländern Entsprechungen für die Heiligennamen der frühen christlichen Kirche und können darum die Mehrzahl der Papstnamen übersetzen.
Zudem ist das Christentum in einigen arabischen Ländern seit langem ansässig, sodass es für katholische Heilige und damit auch für Päpste Namen auf Arabisch gibt. Diese Namen weichen zum Teil von ihrem strengen Äquivalent aus der muslimischen Tradition ab: Johannes wird als يوحنّا / Yūḥannā wiedergegeben, wenn ein katholischer Papst gemeint ist, aber als يحيی / Yaḥyā, wenn Moslems den Propheten Johannes den Täufer meinen.

### Vieldeutigkeit bestimmter Namen
Selbst in den „offiziellen“, lateinischen Päpstelisten kann es vorkommen, dass verschiedene Namen, die aber ähnlich klingen oder eine ähnliche Bedeutung haben, im Nachhinein durcheinandergebracht wurden. Zum Beispiel trugen wohl die ersten drei Päpste der Antike namens Sixtus den griechischen Namen Xystos (der Geglättete) oder den römischen Vornamen Sextus (der Sechste). Die beiden Namen wurden zu einem einzigen Namen Sixtus (latinisiert-griechisch manchmal auch Xystus) vermischt, der dann in der Renaissance von zwei weiteren Päpsten aufgegriffen wurde.
Die gleiche Vermischung ist aus lautlichen Gründen Marinus oder Martin widerfahren (siehe unten). Diese Verwirrung wird jedoch heute als Fehler erkannt, und die beiden Namen werden als verschieden angesehen.
Zwischen 615 und 618 regierte ein Papst mit dem lateinischen Namen Deusdedit, wörtlich „Gott gab“. Von 672 bis 676 regierte ein anderer Papst, dessen lateinischer Name Adeodatus („von Gott gegeben“) praktisch dieselbe Bedeutung hat. Es ist üblich geworden, die beiden Namen als Varianten ein und desselben anzusehen und die beiden Päpste in Listen auf Latein als Adeodatus primus und Adeodatus secundus zu führen.
Auf den Fall des dritten Papstes, der je nach Quelle Kletus oder Anaklet genannt wird, wird im Artikel Anaklet eingegangen.

## Geschichte

### Namen der ersten Päpste

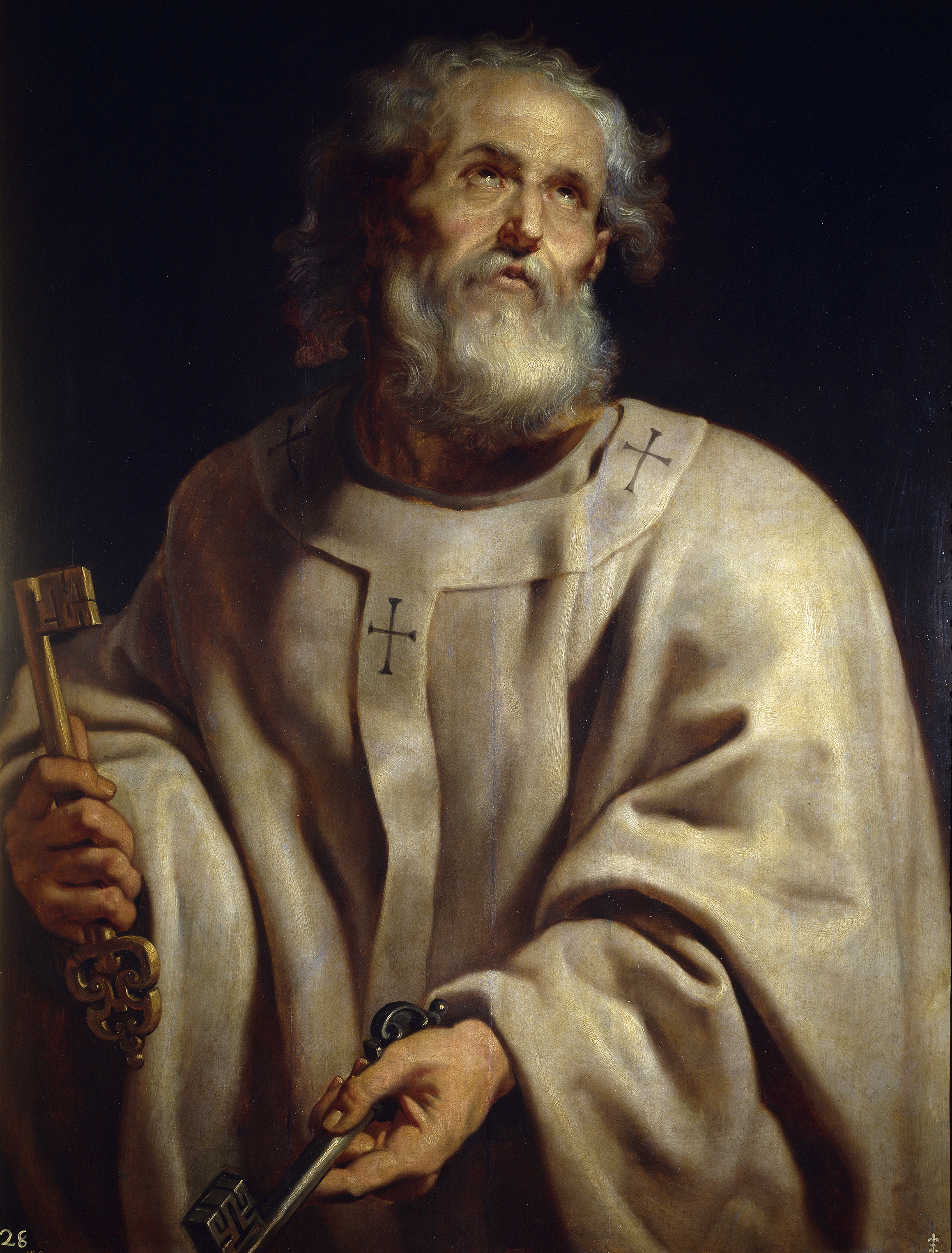
Simon Bar Jona, als Petrus nach kirchlicher Überlieferung der erste Papst; Gemälde von Rubens

Die bekannten Daten zu den frühesten Bischöfen von Rom beschränkten sich oft auf ihren Namen.
Nach dem Evangelium nach Matthäus hieß der Apostel Petrus Simon, bevor ihm Christus durch einen Ausspruch, der nach katholischem Verständnis das Papstamt insgesamt mit Simon als erstem Inhaber begründet, den Beinamen Petrus verlieh:

„Tu es Petrus, et super hanc petram aedificabo Ecclesiam meam“

„Du bist Petrus, und auf diesen Felsen will ich meine Kirche bauen“

Von Petrus’ unmittelbaren Nachfolgern ist wenig bekannt. In den später harmonisierten Listen der ersten „Päpste“ gibt es zahlreiche Unklarheiten, insbesondere was ihre Regierungszeiten betrifft. Von Historikern wird allgemein angenommen, dass ihre Namen korrekt überliefert sind, ihre Amtszeiten und Funktionen sind dagegen meistenteils ungeklärt. Die Person Anaklets, der auch Kletus genannt wird, wurde aufgrund von Missverständnissen in der Überlieferung unhistorisch verdoppelt.
Die frühen Gemeindevorsteher Roms dürften jüdischer Herkunft gewesen sein und Griechisch gesprochen haben. Erst im 3. Jahrhundert rekrutierte sich die Führungsschicht der römischen Gemeinde immer stärker aus Lateinisch sprechenden Christen. Die Namen der Amtsträger sind fast durchgängig lateinisch oder griechisch überliefert. Die lateinischen Namen können praenomina, nomina oder cognomina, also Vornamen, Familiennamen oder Beinamen sein.
Nur zwei Papstnamen sind hebräischer Herkunft. Sie entstammen direkt dem Neuen Testament und tauchen in der Spätantike auf, als sich das Christentum bereits lange vom Judentum getrennt hatte. Diese Namen sind Johannes (im Jahre 523, nach Johannes dem Täufer) und Zacharias (im Jahre 741, nach Zacharias, Johannes’ Vater). Schließlich scheint ein Papst einen germanischen Namen getragen zu haben, nämlich Lando. Er war (vor Johannes Paul I. 1978 und Franziskus 2013) der letzte Papst, der einen neuen Namen trug. Nach ihm führten alle neugewählten Päpste Namen, die mindestens ein Vorgänger schon getragen hatte, und bald bildete sich die Gewohnheit systematischer Namensänderung heraus.
Die antiken Päpste bis ins späte 6. Jahrhundert werden fast durchgängig als Heilige verehrt. Darum wurden die Namen, die sie trugen, für kommende Generationen zu Taufnamen, und werden zum Teil bis heute verwendet, z. B. Eugen, Julius, Pascal, Urban, Silvester, Felix und möglicherweise Kai.

### Ursprung der Namensänderung der Päpste
Der erste beurkundete Fall einer Namensänderung eines Mannes, der zum Papst gewählt wurde, ist der eines Mercurius im Jahre 533. Da er nicht den Namen einer heidnischen Gottheit tragen wollte, nannte er sich Johannes II. Das wiederholte sich, wenn ein Mann mit dem Namen eines heidnischen Gottes oder Kaisers gewählt wurde; 955 bestieg ein Octavian daher den päpstlichen Thron als Johannes XII.
Im Jahre 983 wurde Petrus Canepanova als Johannes XIV. Papst. Er wollte einen zweiten „Papst Petrus“ nach dem ersten Papst und Apostel Petrus vermeiden. Durch spätere Fehlinterpretation seiner „aktiven“ Herrschaft und seiner Haftzeit als zwei Pontifikate unterschiedlicher Personen entstand übrigens eine Verwirrung bei der Zählung der Päpste seines Namens. Daher wurde der Name von Johannes XXI. nicht als XX. gezählt, zwecks Korrektur des vermeintlichen Fehlers. Die anderen Träger des Namens Peter oder einer Variante, die Papst wurden, änderten ihren Namen aus demselben Grund wie Johannes XIV.
Mit Bruno von Kärnten wurde 996 der erste Deutsche zum Papst gewählt. Ihm folgte 999 der erste französische Papst, Gerbert von Aurillac. Beide trugen germanische Vornamen, die der päpstlichen Tradition fremd waren (obwohl ein Vorgänger, Lando, trotz seiner italienischen Herkunft einen germanischen oder langobardischen Papstnamen getragen hatte). Sie änderten ihre Namen darum und wurden zu Gregor V. bzw. Silvester II. Zu dieser Zeit waren germanische Vornamen bereits weit verbreitet, nicht nur in germanischen Ländern. Von nun an änderten alle Träger eines germanischen Namens diesen, wenn sie Papst wurden. Die einzigen Ausnahmen machten zwei Gegenpäpste des 11. Jahrhunderts, die ihre germanischen Namen beibehielten: Theoderich und Albert. (Einzig bei Gegenpapst Gregor VI. ist der wirkliche Name unklar, möglicherweise hat auch er seinen Namen nicht geändert.)
Aus all diesen Gründen beschäftigte die Notwendigkeit einer Namensänderung bereits die Mehrzahl der Päpste zum Ende des 10. Jahrhunderts, aber der Brauch etablierte sich für fast alle Päpste unabhängig von ihren Taufnamen. Er erhielt eine symbolische Bedeutung: Der neue Papst war nicht mehr derselbe Mann wie vor seiner Wahl, und darum sollte auch sein Name nicht mehr derselbe sein. Dies gab der Erwählung zum Papstamt eine besondere Wichtigkeit, wenngleich sie nie als Sakrament wie die Priester- oder Bischofsweihe anerkannt wurde.

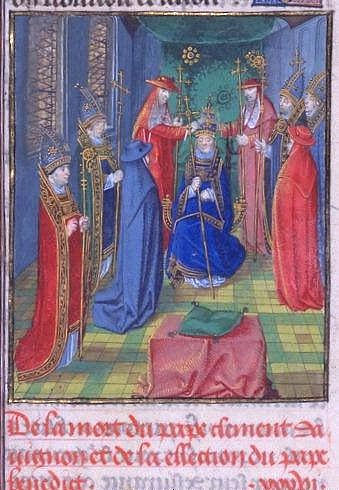
Inthronisation von Benedikt XIII., Gegenpapst in Avignon, im September 1394

Etwa bis zum Ende des 12. Jahrhunderts wurde man nicht, wie heute, eindeutig im Augenblick der Annahme der Wahl zum Papst, sondern zumindest formell erst durch die Inthronisation und erforderlichenfalls die Bischofsweihe. Dies war aus mehreren Gründen erforderlich. Insbesondere war oft die Zustimmung des Kaisers abzuwarten opportun (wenn auch nicht zwingend). Viele Gewählte waren darüber hinaus keine Bischöfe, zum Teil nicht einmal Priester, und mussten darum erst geweiht werden, bevor sie das Amt vollwirksam ausüben konnten. (Das schreibt das Kirchenrecht auch heute vor.) Gregor VII., gewählt 1073, bestand noch darauf, dass erst die Inthronisation einen Mann vollgültig zum Papst mache, die Annahme der Wahl begründet sozusagen nur den Anspruch auf das Amt. Aufgrund der oft chaotischen politischen Lage lag bei vielen Päpsten eine längere Zeitspanne, bis zu mehr als einem Jahr, zwischen Wahl und Inthronisation. Bischof Wibert von Ravenna, vom Kaiser 1080 zum Papst ernannt (und heute als Gegenpapst angesehen), konnte erst 1084 in Rom inthronisiert werden. In den dazwischenliegenden vier Jahren betrachtete er sich nur als „gewählter Papst“ und nicht als amtierender. Er gab sich seinen Papstnamen Clemens III. erst bei seiner Amtseinführung. Man kann daher spekulieren, dass seine unmittelbaren Nachfolger Theoderich und Albert ihre Namen deshalb nicht änderten, weil sie gar nicht inthronisiert wurden, oder dass ihre mögliche heimliche Inthronisation keine geschichtlichen Spuren wenigstens eines Papstnamens hinterlassen hat.
Seit 996 behielten nur zwei Päpste ihren Taufnamen bei: Adriaan Florisz Boeyens wurde im Jahre 1522 Hadrian VI., und Marcello Cervini bestieg im Jahre 1555 den Papstthron als Marcellus II. Giuliano della Rovere wollte 1503 wahrscheinlich seinen Namen behalten, aber es gab keinen Vorgänger namens Julian, sodass er sich mit dem Namen Julius, der schon einmal getragen worden war, sozusagen begnügte und zu Julius II. wurde. Tatsächlich wählte seit Lando 913 erst Franziskus 2013 wieder einen gänzlich neuen Papstnamen. Zu Landos Zeit war das Papstamt von einigen römischen Familien, unter anderem den Tuskulanern, in Beschlag genommen, und die Namen, die dabei aufkamen, zeigten wenig Abwechslung. Als bald darauf die Namensänderung Gewohnheit wurde, achteten alle Päpste (abgesehen von Johannes Paul I. 1978, der zwei Vorgängernamen kombinierte, s. u.) den Grundsatz, nur bereits vorher getragene Namen zu wählen.

## Bedeutung der Papstnamen
Der Name, den ein neuer Papst sich gibt, kann viele Bedeutungen haben, und bei etlichen ist der Grund ihrer Wahl unbekannt. „Programmatisch“ klingen die lateinischen Namen Innozenz (innocentia = Unschuld) und Clemens (clementia = Milde), bei denen es aber auch frührömische Vorgänger gibt, ähnlich bei Pius (= der Fromme). Benedictus ist lateinisch für „der Gesegnete“, Bonifatius für „Wohltäter“.
Der neue Papst kann seinen Namen auch zu Ehren eines speziellen Heiligen annehmen. Die am häufigsten vorkommenden Heiligennamen als Papstnamen sind Johannes der Täufer (ca. 23-mal) und Paulus (bisher 6-mal); weitere „große“ Heilige sind z. B. Stephanus, Nikolaus oder Martin. Eine Wahl kann zu Ehren eines Verwandten erfolgen oder an eine Kirche, in der der neue Papst gewaltet hat, oder an mehrere andere Personen mit dem gleichen Namen erinnern. Als Gerbert von Aurillac im Jahre 999 Papst wurde, wählte er den Namen Silvester II. in Erinnerung an Silvester I., der Papst unter Konstantin dem Großen gewesen war, als das Christentum römische Staatsreligion wurde.

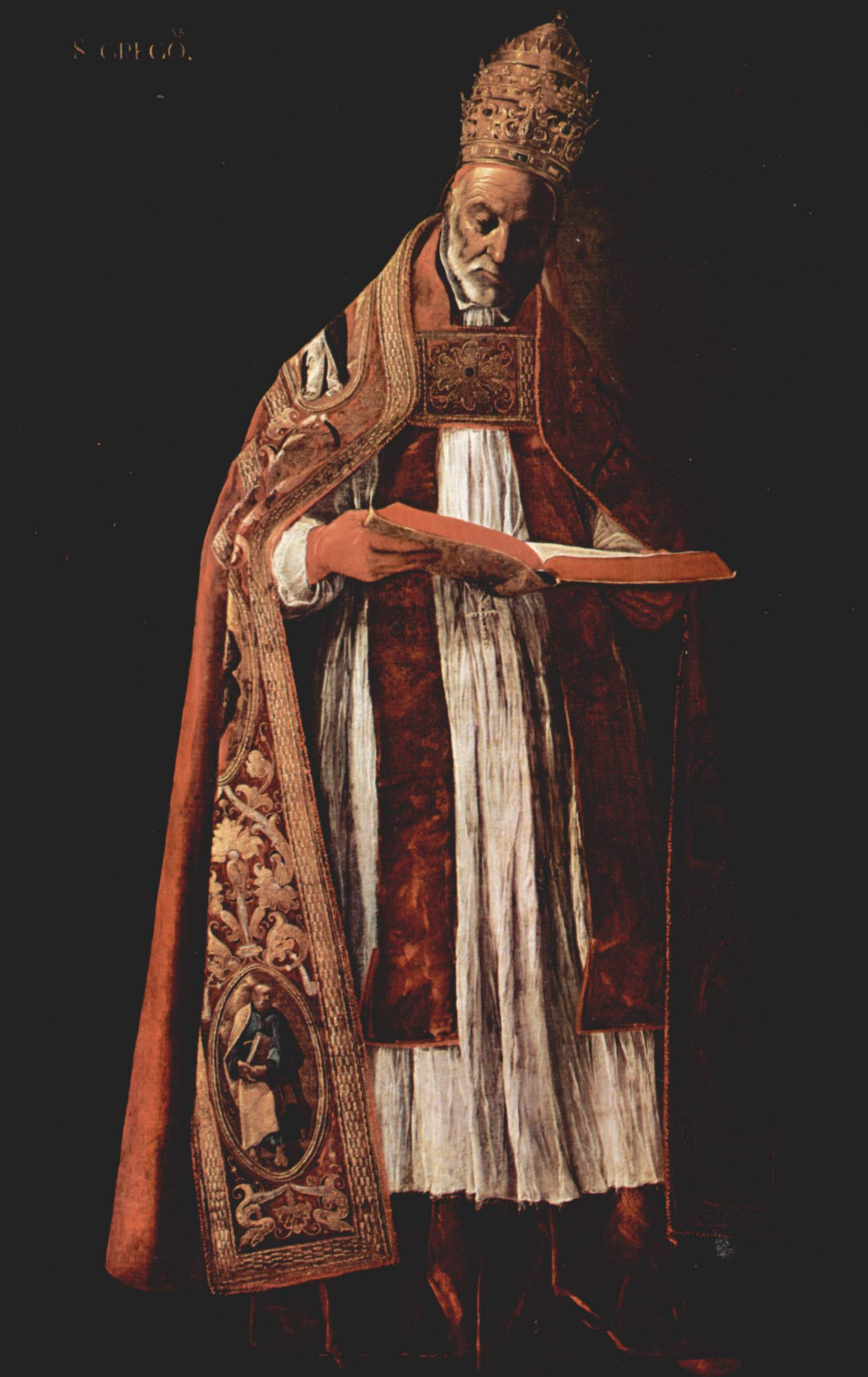
Gregor der Große in einer Darstellung Francisco de Zurbaráns

Zahlreiche Päpste wählten ihre Namen als Reverenz an einen weit zurückliegenden und ruhmvollen statt an einen näheren Vorgänger – besonders häufig sind hier Gregor der Große (16-mal) bzw. Leo der Große (14-mal). Dies geschah bisweilen, um dem Papstamt nach den Verfehlungen der jüngeren Vergangenheit neuen Glanz zu geben. Insbesondere folgte auf die Zeit der großen Dekadenz des Papsttums vom 10. Jahrhundert bis in die erste Hälfte des 11. Jahrhunderts, in der die häufigsten Namen Johannes, Benedikt, Leo und Stephan gewesen waren, die Periode der sogenannten Gregorianischen Reformen, benannt nach Gregor VII., obwohl sie partiell schon vor seiner Herrschaft begann. Als Reaktion auf die Päpste der jüngeren Vergangenheit wurden zahlreiche sehr alte Papstnamen wiederbelebt. Die Liste der Päpste von 1046 bis 1145 zeigt eine große Zahl von Namen mit Ordnungszahl II (14 von 18 Päpsten). Diese Vornamen (und Gregor) wurden danach wiederum wiederverwendet, woraus eine neue Serie mit der Ordnungszahl III herrührt (1145 bis 1227 mit 8 von 11 Päpsten). Ebenso gibt es noch eine Reihe mit IV (1241 bis 1292 mit 8 von 13 Päpsten), bevor sich das System in der V. Generation (bis etwa 1455) aufspaltet. Die Schande der theophylaktischen Epoche war vergessen, und die „befleckten“ Namen Johannes und Benedikt kamen wieder in Mode. Der Name „Leo“ hingegen musste noch mehrfach Jahrhunderte bis zu seiner Wiederbelebung warten (vgl. Hl. Leo IX., Leo X., Leo XII.; alle knüpften wohl an Leo I. den Großen an). „Stephan“ wurde seit dem IX. (X.) 1058, der Deutscher war, überhaupt nicht wiederverwendet, möglicherweise auch aufgrund der Nummerierungsschwierigkeiten, die mit diesem Namen verbunden wären.
Während des Großen Schismas nahmen die Päpste von Rom, Avignon und Pisa deutlich voneinander verschiedene Namen an. Nach der Wiederherstellung des einheitlichen Papsttums schlossen die Päpste zunächst die Namen der drei alten Gefolgschaften aus und ließen stattdessen außer Gebrauch gekommene Namen wieder aufleben. Der erste von ihnen nannte sich nach dem heiligen Martin von Tours, da am Tag seiner Papstwahl das Fest des Hl. Martin war (Namenstag 11. November), also Papst Martin V., ohne Rücksicht auf die Zählfehler bei diesem Namen. In der Epoche des Humanismus und der Frührenaissance fällt auf, dass persönliche Motive bei der Namenswahl auftreten. Bei dem Spanier Kalixt III. ist die „objektive“ Bedeutung besonders unklar, ob er sich also auf den ersten Vorgänger Callistus bezog oder die griech. Wortbedeutung („der Schönste“) oder etwa „lautmalerisch“ auf den Santo Cáliz von Valencia, der in seiner Heimat als Heiliger Gral verehrt wird. Papst Nikolaus V. wählte seinen Namen in dankbarer Erinnerung an seinen ehemaligen Herrn und Wohltäter, den Sel. Kartäuser und Kardinal Niccolò Albergati; Sixtus IV., weil der Beginn des Konklaves, in welchem er gewählt worden war, damals mit dem Fest des heiligen Papstes Sixtus II. zusammenfiel (6. August); Pius IV., wohl weil er zu sein wünschte, was der Name besagt; Sixtus V., um das Andenken des Sixtus IV., der wie er dem Franziskanerorden angehört hatte, zu erneuern. Pius IX. nannte sich nach Pius VIII., weil dieser, wie er seinerzeit, Bischof von Imola gewesen war. Dagegen erklärte der im Jahre 1590 erhobene Kardinal Castagna, er wolle einen alten Papstnamen tragen, und nannte sich Urban VII. (schon Urban I. war gebürtiger Römer wie er), ein Name, der seit über 200 Jahren nicht mehr vorgekommen war, dann aber, bis heute letztmals, von Urban VIII. aufgegriffen wurde.
In der Zeit der Renaissance waren zahlreiche verschiedene Namen in Gebrauch, einige damals gängig, andere alt und ansonsten nicht mehr in Verwendung, mit der einzigen Einschränkung, dass der Name mindestens einmal vorher benutzt worden war. Neben der Beibehaltung des Taufnamens (Hadrian VI., Marcellus II. und mit einer kleinen Änderung Julius II.) wurde auch ein in der Familie geschätzter Name zum Papstnamen: Kardinal Enea Silvio Piccolomini wurde Pius II. in Anlehnung an den „frommen Aeneas“ von Vergil. Rodrigo Borgia nannte sich Alexander VI. in erklärter Verehrung Alexanders des Großen. Die Renaissance erlaubte somit Bezugnahmen auf antike Heiden. Alexander VII. bezog sich allerdings auf Alexander III., der auch aus Siena kam, so wie Benedikt XV. an Benedikt XIV. erinnerte, der gleichfalls Erzbischof von Bologna war. Innozenz VIII. erinnerte an Innozenz IV., der gleichfalls aus Genua kam. Einige Päpste nahmen den Namen eines Vorgängers aus ihrer Familie an. Pius III. war der Neffe Pius’ II., Honorius IV. ein Großneffe von Honorius III. und Leo XI. ebenfalls Großneffe von Leo X.; Innozenz XIII. stammte aus der uralten Adelsfamilie, der schon unter anderem Innozenz III. entsprang. Julius III. ehrte Julius II. als Förderer seiner Familie, so auch Paul V. den früheren Förderer der Borghese, Paul III.
Generell unüblich ist es, den Namen eines der zwölf Apostel als Papstname zu wählen, speziell nicht Petrus, oder den eines Evangelisten. (Eine Ausnahme war nur der kurz regierende Papst Marcus, der diesen Namen bereits vor seiner Wahl trug.) Unüblich ist auch der Name des hl. Joseph, des Nährvaters Jesu und Patrons der Kirche.

### DiePietas
Der häufigste Patron eines Papstnamens ist jedoch ein Vorgänger in jüngerer Vergangenheit, dem der neugewählte Papst aus persönlichen Gründen Dankbarkeit erweisen will. Diese Sitte nennt man Pietas nach dem lateinischen Wort für „Frömmigkeit“.

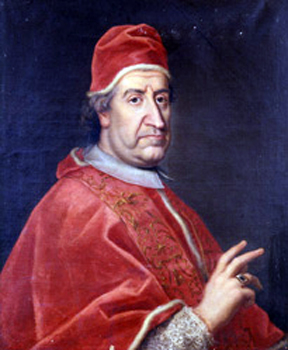
Clemens XI., Begründer einer „Dynastie“ von vier Kardinälen und späteren Päpsten dieses Namens

Die neu gewählten Päpste wählten in der frühen Neuzeit immer häufiger den Namen desjenigen, der sie zum Kardinal ernannt hatte oder dank dessen sie in der Hierarchie aufgestiegen waren. So bezieht sich Paul IV. auf Paul III.; ebenso war Clemens XIV. Ganganelli von Clemens XIII. Rezzonico zum Kardinal ernannt worden, dieser wiederum von Clemens XII. Corsini, und dieser von Clemens XI. Albani. Der Römer Clemens X. Altieri war ebenfalls von seinem Vorgänger Clemens IX. Rospigliosi in den Kardinalsstand erhoben worden, wie auch Benedikt XIV. von Benedikt XIII. und Innozenz XII. von Innozenz XI. und dieser von Innozenz X. zum Kardinal erhoben worden war. Bei den Clemens-Päpsten wurde aber auch viermal nachweislich ein Programm der Milde (= clementia) mit der Namenswahl verknüpft, so bei Clemens VII. de Medici, Clemens VIII. Aldobrandini, Clemens IX. und Clemens XI. (bei letzterem auch der Tagesheilige, wie etwa auch bei Martin V. und Sixtus IV.).
Gregor XVI. Capellari bezog sich auf Gregor XV. Ludovisi, den Begründer der Propaganda Fide, der Kardinal Capellari vor seiner Wahl zum Papst vorstand. Gregor XV. wiederum erinnerte an Gregor XIII. Buoncompagni, seinen Landsmann und frühen Förderer. Gregor XIII. nahm aber Bezug auf den Hl. Gregor I., an dessen Festtag er zum Kardinal erhoben worden war. Der Dominikaner Benedikt XIII. bezog sich auf den Dominikanerpapst Benedikt XI.
Andere Formen der Hommage sind subtiler. Bei Eugen III., Schüler des Bernhard von Clairvaux, vermutet man eine (typisch mittelalterlich-„volksetymologische“) Anspielung auf „Evangelium“, bei Eugen IV. auf die „Wohlgeburt“ als Neffe Gregors XII. Einige Päpste ehrten das Andenken eines Vorgängers, der ihrer Familie geholfen oder dessen Familie die eigene Wahl ermöglicht hatte. Alexander VIII. wurde dank des Einflusses von Kardinal Flavio Chigi Papst, der ein Neffe von Alexander VII. war. (Die beiden Alexander waren darüber hinaus am gleichen Tag zum Kardinal ernannt worden.) Dieses System führte ab dem 16. Jahrhundert zu einer Verarmung an unterschiedlichen Papstnamen. Die 14 Päpste zwischen 1644 und 1774 trugen daher nur noch vier verschiedene Namen, bevor Pius VI. diese Tradition aufbrach und die „Pius-Tradition“ eröffnete.
Der wohl erste aktenkundige Fall einer Namenswahl in Verehrung des gleichnamigen Vorgängers ist vom sel. Viktor III. OSB belegt: Er nannte sich nach Viktor II., dem letzten von Kaiser Heinrich III. als „römischer Schirmherr“ erwählten Papst, um damit ein Zeichen der Aussöhnung zu setzen.

### Der Name Pius
Pius I.Über den ersten Papst namens Pius ist fast nichts bekannt, außer seiner etwa fünfzehnjährigen Amtszeit zwischen 140 und 155 im damals noch heidnischen Rom. Wie alle Päpste dieser Zeit gilt er als Heiliger und Märtyrer. Der Grund für den Erfolg des Namens Pius bei den modernen Päpsten ist also nicht der erste Träger des Namens, anders als bei Gregor dem Großen oder Leo dem Großen. Der Name Pius versank in Vergessenheit und wurde auch von den Päpsten zur Zeit der gregorianischen Reformen, die zahlreiche andere alte Namen wiederbelebten, übersehen.
Pius II.Im Jahre 1458 wurde Enea Silvio de’ Piccolomini, ein Kirchenmann, Schriftsteller und Gelehrter, zum Papst gewählt. Es zeugt vielleicht von Humor, dass er den Namen Pius II. wählte. Piccolomini war bereits das Diminutiv von piccolo (italienisch für „klein“), und Pius (italienisch: Pio) kann als Diminutiv des Diminutivs gesehen werden. Eine andere Theorie geht davon aus, dass der Name eine Anspielung auf Vergils „pio Enea“ (frommen Äneas) ist.
Pius III.Der Sohn der Schwester von Pius II. wurde 1503 Papst. Er verdankte seinem Onkel vom Familiennamen, den er nicht von Geburt an trug, bis zum Wappen und zum Kardinalshut alles. Er nannte sich daher Pius III., starb aber schon 26 Tage nach der Wahl.
Pius IV.Die Namenswahl Pius’ IV., des nicht mit der florentinischen Dynastie verwandten, 1559 gewählten Giovanni Medici, ist schwieriger nachzuvollziehen. Möglicherweise wollte er einen Namen tragen, der sich gegen den seines rigorosen Vorgängers Paul IV. richtete, dessen kriminelle Neffen er verurteilen und hinrichten ließ. Zu dieser Zeit ist eine parallele Verwendung der Namen Pius und Paul zu beobachten. Es ist denkbar, dass der Name Pius, auf Italienisch Pio, als Alternative zum tabuierten Namen Peter, Pietro [= Pi…o], galt. Die Apostel Petrus und Paulus gelten als Begründer des Christentums in Rom und des Papsttums. Es ist mithin wahrscheinlich, dass Pius IV. direkt auf Petrus beziehen wollte; auch sein Nachfolger und dann wieder Pius VI. handelten so. Der Name war damit zum „Reformprogramm“ geworden.

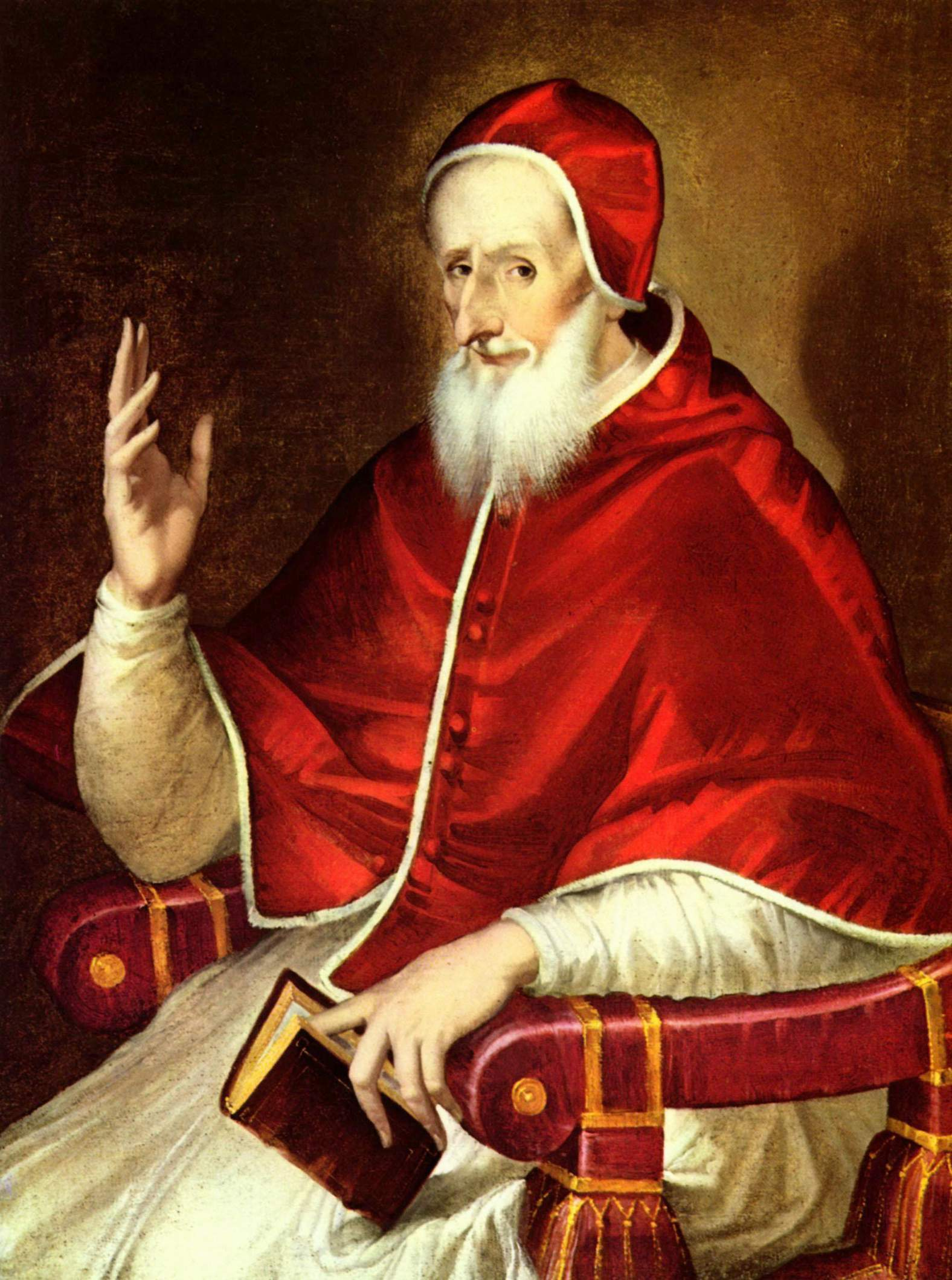
Pius V. in einer Darstellung von El Greco

Pius V.Der unmittelbare Nachfolger Pius’ IV., Michele Ghislieri, nahm bei seiner Wahl 1566 den Namen Pius V. an. Dies scheint überraschend, da er ein Günstling der Familie Pauls IV. war und das Pontifikat Pius’ IV. entehrt überstehen musste. Jedoch ermöglichte ihm ein Neffe Pius’ IV., der heilige Karl Borromäus, die Wahl. Die Namensgebung ist demnach trotzdem ein Beispiel für die Tradition der Pietas. Pius V. setzte das Reform- und Gegenreformationswerk, das auf dem Konzil von Trient beschlossen worden war, fort, und zwar sowohl gegen die Protestanten als auch gegen die Muslime. Er finanzierte die katholische Koalitionsflotte, die die Türken in der Seeschlacht von Lepanto besiegte. Nicht nur für diesen ersten wichtigen Sieg der Christen gegen die Osmanen und seine Frömmigkeit wurde er heiliggesprochen. Im Rahmen der Pietas erwies ihm jedoch erst Pius VI. wieder Ehre, damit besondere Ambitionen andeutend. Der Name Pius geriet bis dahin wieder rund 200 Jahre außer Gebrauch.
Pius VI.Im Jahre 1775 wurde Giovanni Angelo Braschi Papst und nannte sich nach einer hundertdreißigjährigen Serie von 14 Päpsten namens Innozenz, Alexander, Clemens oder Benedikt Pius VI. Er nahm das Werk Pius’ V. zum Vorbild und nahm in seinem Pontifikat eine ambitioniert anti-aufklärerische Haltung ein. Die Französische Revolution beendete seine lange, strenge Herrschaft, als der Kirchenstaat besetzt und die Römische Republik ausgerufen wurde. Er wurde nach Frankreich verschleppt und starb 1799 im Exil in Valence. Die Revolutionäre glaubten und hofften, es habe sich um den letzten Papst der Geschichte gehandelt, und verspotteten ihn als „Pius den Letzten“. Sie täuschten sich.
Pius VII.Die programmatisch konservative Frömmigkeit und sein tragisches Ende als peregrinus apostolicus machten aus Pius VI. für die Katholiken fast einen Märtyrer. Sein 1800 im österreichisch besetzten Venedig gewählter Nachfolger nannte sich darum bewusst Pius VII., wenngleich er, Theologe und Benediktiner, kein Kirchenjurist, offener für moderne Ideen war als dieser. Auch er wurde später von den Franzosen aus Rom verschleppt. Er musste Napoleon Bonaparte 1804 zum Kaiser salben (Napoleon krönte sich selbst), stellte sich aber anschließend gegen ihn. Nach dem Ende Napoleons und im Zuge der Restauration kehrte er nach Rom zurück und regierte von dort aus für den Rest seines langen und ereignisreichen Pontifikats: Er führte aus Protest gegen Napoleons Besetzung des Kirchenstaates (Non possumus!= Wir können nicht (verzichten)) die moderne Gold-Silber-Flagge für den Vatikan ein (die Schlüssel Petri symbolisierend), während vordem die heraldischen Kirchenfarben rot-gold waren (die des Kaisers schwarz-gold).
bis Pius XII.Die lange Dauer beider Pontifikate und die Ereignisse, die sie prägten – bisweilen empfunden als Kampf der christlichen Weltordnung gegen die atheistische Revolution –, bewirkten, dass der Name Pius bei den Päpsten beliebt blieb und ihn zwischen 1774 und 1958 sieben von elf Päpsten trugen: neben den erwähnten Pius VI. und Pius VII. als dritter Pius VIII. im Jahre 1829, Pius IX. im Jahre 1846, Pius X. 1903, Pius XI. 1922 und Pius XII. 1939. Die Kämpfe und die Philosophie Pius’ V. und Pius’ VI. sind dabei nicht der einzige Grund dieser erstaunlichen Serie. Ein Motiv ist auch hier wieder die Pietas. Pius VIII. bezog sich auf den „liberalen Politiker“ Pius VII., und so zu Beginn seines Pontifikats auch Pius IX. Diese waren im Übrigen wesentlich weniger streng konservativ als die zwei Päpste jener Zeit, die nicht Pius hießen: Leo XII. und Gregor XVI. Leo XIII. bezog sich bewusst auf Leo XII., dessen Regime im Kirchenstaat er persönlich erlebt hatte, eingedenk seiner Jugendzeit, insbesondere des Heiligen Jahres 1825: Die Wiedererlangung des Kirchenstaats hatte für den „modernen“ Leo XIII. nämlich absolute Priorität, auch wenn er dabei erfolglos blieb, während es Pius X. wie seinem Vorbild Pius IX. mehr um die Seelsorge ging.
Die Kontroverse um Pius’ XII. Haltung während des Zweiten Weltkrieges und die Zäsur durch das Zweite Vatikanische Konzil während der Amtszeit seines Nachfolgers haben den Namen Pius unvermittelt außer Gebrauch kommen lassen. Er wird nicht nur mit der Vorstellung eines konservativen und rückwärtsgewandten Papstes in Verbindung gebracht, sondern auch mit dem gesamten Kampf zwischen Kirche und der modernen säkularisierten Welt. Pius XII. selbst (obwohl er an die Prophezeiungen Malachias' nicht glaubte) sagte, er vermute, er sei der letzte Papst Pius. Darin kam eine Skepsis zum Ausdruck, ob die Kirche mit den bisherigen Methoden noch fortgeführt werden könne, wie Jean Guitton berichtet. Hermann Hesse schien in seinem Roman Das Glasperlenspiel noch ein zukünftiger Papst Pius XV. naheliegend.

### Entwicklung ab den 1950er-Jahren
Der Nachfolger Pius’ XII., der 1958 gewählte Johannes XXIII. (Angelo Roncalli), belebte einen Namen neu, der seit Jahrhunderten nicht mehr verwendet worden war. Es handelt sich dabei sogar um den Namen und auch die „Nummer“ eines einstigen Gegenpapstes. Zwar bestanden Zweifel, ob der frühere Johannes XXIII. Cossa tatsächlich illegitim war. Vermutlich wählte aber der moderne Johannes XXIII., Roncalli, als ein erfahrener Kirchenhistoriker, den Namen bewusst, um damit zu betonen, dass der frühere sich unrechtmäßig Papst nannte (und der Name daher als „23.“ noch frei war).
Johannes XXIII. wählte den Namen aber nicht in Anlehnung an einen früheren Papst Johannes, sondern direkt auf Johannes den Täufer bezogen. Außerdem hieß sein Vater Giovanni, dies ist die italienische Form des Namens Johannes. Die Namenswahl galt als kühn. Sein von ihm selbst sehr geschätzter Nachfolger Paul VI., dem er den Weg bereitete, hieß übrigens mit bürgerlichem Namen Giovanni Battista Montini, weswegen man auch vermuten kann, er habe mit der Namenswahl dessen spätere Wahl begünstigen wollen.
Es gibt seitdem unter den Papst-Porträts in S. Paolo in Rom zweimal Ioannes XXIII. (aber keinen XX.). Die historisch „korrekteste“ Zahl für Johannes XXIII. Roncalli wäre wohl „Johannes XXI.“ gewesen, jedoch werden frühere Zählfehler mitunter übernommen, so auch von Konzilspapst Martin V. (Der nächste Papst Johannes hätte die Wahl, ob er der zweite XXII. (bei Komplettkorrektur), der dritte XXIII. (bei Korrektur des fehlenden XX.) oder der erste XXIV. oder unter Rehabilitierung des Pisaner „Gegenpapstes XXIII.“ sogar der XXV. sein will.)
Paul VI. bezog sich, völlig überraschend, auf den Völkerapostel Paulus. Er griff also mit dem Vorbild sehr „hoch“, wie es schon Paul II. tat, den die Kardinäle nur mühsam davon abhalten konnten, seinen bürgerlichen Namen Pietro (= Petrus II.) beizubehalten; beinahe wollte er sich dann „Formosus II.“ nennen. Da von den sechs Päpsten Paul sich nur „nebenbei“ Paul V. und Paul IV. auf Paul III. bezogen, dürften alle dieses Namens „irgendwie“ von der Kombination Peter und Paul überzeugt gewesen sein.

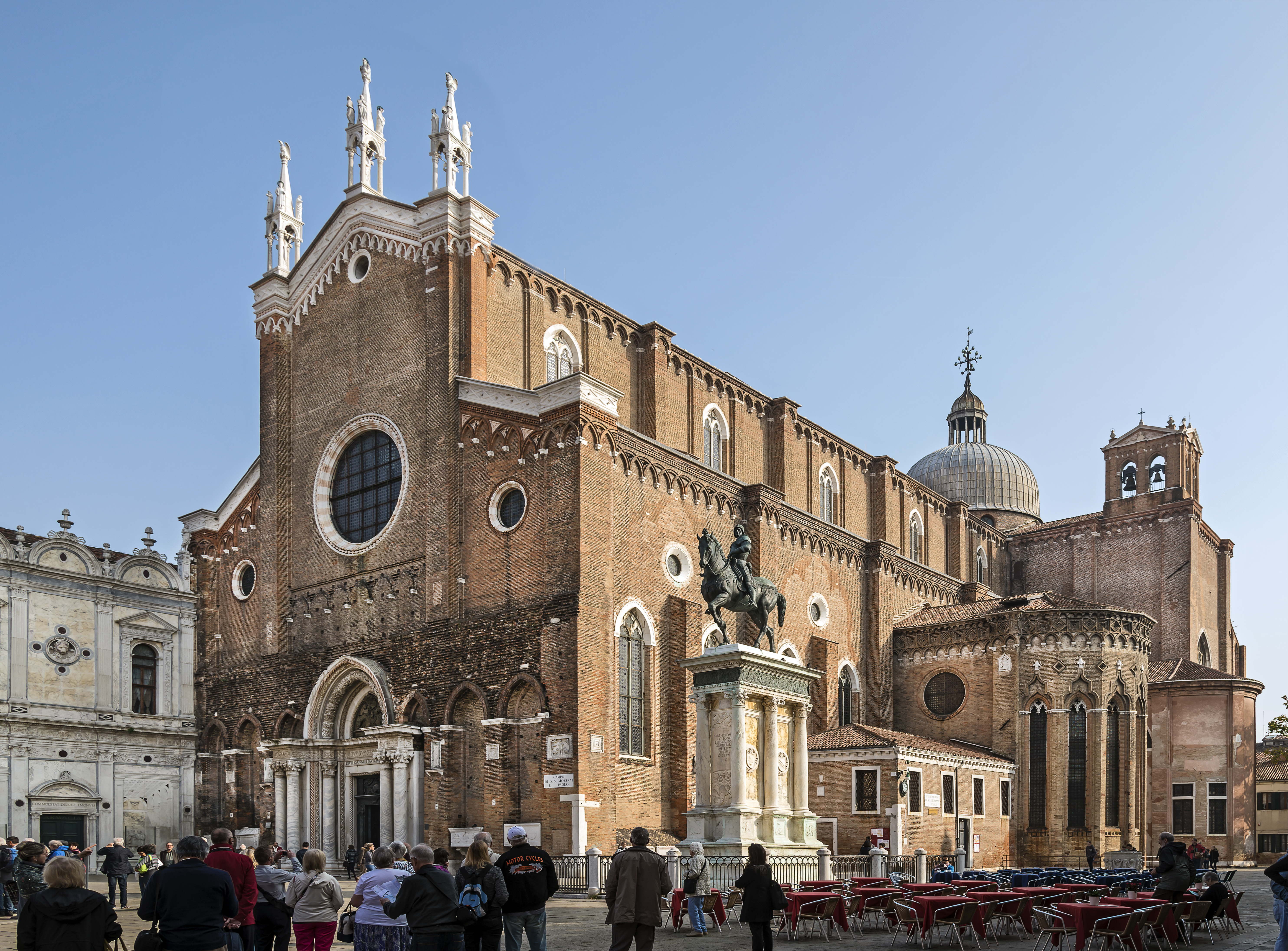
Fassade von Santi Giovanni e Paolo

Auch schon Paul II. und Paul III. haben auf die „gedankliche Kombination“ der Namen der Apostelfürsten Petrus und Paulus angespielt, wie der II. Konzilspapst Paul VI. es tat. Einige Kommentatoren vermuteten, dass er sich nur deshalb nicht Johannes XXIV. nannte, weil Johannes (Giovanni) bereits sein Taufname war. Vor dem Ökumenischen Rat in Genf 1969 bekundete Paul VI. allerdings sinngemäß: „Ich bin Petrus. Mein Name ist Paulus.“ Das spricht für die genannte „Anspielung“, die vielleicht auch für Paul V. eine Rolle spielte.
Johannes Paul I. und Johannes Paul II. bezogen sich auf mehrere Vorgänger, Johannes Paul II. sogar auf drei. Pauls Nachfolger griffen damit die Sitte wieder auf, sich nach einem nahen Vorgänger zu nennen: Johannes Paul I. bezog sich ausdrücklich auf seine beiden unmittelbaren Amtsvorgänger. Es kann hierin aber auch eine Hommage an die Stadt Venedig gesehen werden, in der er Patriarch war und in der es eine prominente Kirche namens Santi Giovanni e Paolo gibt. Er war der erste und bislang einzige Papst, der seinem neuen Namen bereits selber die I. anfügte. Üblicherweise werden Ordnungszahlen erst ab dem zweiten Namensträger angefügt. Nach seinem plötzlichen Tod hoffte man auf einen ihm ähnlichen Nachfolger. Die Zeitung Le Monde titelte schon am 10. Oktober 1978: „Auf der Suche nach Johannes Paul II.“, der am 16. Oktober mit Kardinal Wojtyla folgerichtig auch gewählt wurde.
Benedikt XVI. wies zur Begründung seiner Namenswahl explizit auf den heiligen Benedikt von Nursia und auf Papst Benedikt XV. hin (zum Beispiel in seiner ersten Generalaudienz und im Wort zum Weltfriedenstag 2006), der während des Ersten Weltkrieges zum Frieden ermahnt hatte. Damit war zugleich eine „bescheidenere“ Namenswahl als bei den Konzilspäpsten Johannes XXIII. und Paul VI. verbunden.
Die Namenswahl von Franziskus wird von ihm selbst explizit als Berufung auf den heiligen Franz von Assisi verstanden. Franziskus ist seit Lando (913–914) der erste Papst, der einen neuen, nicht kombinierten Papstnamen gewählt hat. Im Gegensatz zu Johannes Paul I. verzichtete Franziskus auf die Beifügung der Ordnungszahl I. und ist somit der erste Papst seit Lando ohne Ordnungszahl. Kurz nach der Wahl hatte Franziskus nach Angaben von Kardinal Loris Francesco Capovilla, einst Sekretär Johannes’ XXIII., auch den Namen Johannes XXIV. in Erwägung gezogen.

## Kriterien der Namenswahl
Über die Gründe, welche die einzelnen Päpste veranlassten, einen bestimmten Namen anzunehmen, ist man natürlich nur zum Teil unterrichtet, zumal der Papst nicht verpflichtet ist, seine Motive zu verlautbaren. Sehr oft nimmt der Papst aus Dankbarkeit und zu Ehren eines Vorgängers dessen Namen an (…) Dieselbe Ehrung wird oft dem Papst zuteil, welcher den neugewählten Papst zum Kardinal oder Bischof gemacht oder ihn sonst gefördert hat. So bei Leo XIII., der ausdrücklich erklärte, er nehme den Namen Leo an in Erinnerung an Leo XII., dem er stets in Liebe und Dankbarkeit sich verpflichtet gefühlt habe; (…) Nikolaus V. wählte seinen Namen in dankbarer Erinnerung an seinen ehemaligen Herrn und Wohltäter, den Kardinal Albergati; Sixtus IV., weil der Beginn des Konklaves, in welchem er gewählt worden war, mit dem Feste des heiligen Papstes Sixtus II. zusammenfiel; Pius IV., weil er zu sein wünsche, was der Name besage; Gregor XIII., weil ihm einst am Feste Gregors des Großen der Purpur zuteilgeworden war; Sixtus V., um das Andenken des gleich ihm dem Franziskanerorden angehörenden Sixtus IV. zu erneuern. Pius IX. nannte sich nach Pius VIII., weil dieser, wie er seinerzeit Bischof von Imola gewesen war (…) Dagegen erklärte der im Jahre 1590 erhobene Kardinal Castagna, er wolle einen alten Papstnamen tragen, und nannte sich Urban VII., ein Name, der seit über 200 Jahren nicht mehr vorgekommen war.
Nicht üblich ist, wie bereits erwähnt, dass der Papst den Namen eines der zwölf Apostel oder der Evangelisten wählt (Ausnahme: Papst Marcus, der seinen zivilen Namen behielt); der Papstname Johannes bezieht sich stets auf Johannes den Täufer. Ursprünglich behielten die Päpste nach der Wahl ihren bürgerlichen Vornamen bei. Der erste Papst, der seinen Namen änderte, war Johannes II. im Jahr 533. Er hieß Mercurius und wollte als Papst nicht den Namen eines heidnischen Gottes tragen. Jedoch blieb die Annahme eines neuen Namens bis zum Ende des 1. Jahrtausends eine seltene Ausnahme.
Relativ häufig wählte der Papst seit dem 16. Jahrhundert den Namen des Papstes, der ihn zum Kardinal erhoben hatte (siehe oben, Pietas). Eher selten wählte ein Papst denselben Namen wie der unmittelbare Vorgänger; dies aber in der Neuzeit bislang fast immer nur, wenn dieser ihn auch zum Kardinal erhoben hatte:
- Clemens X. nach Clemens IX.
- Clemens XIV. nach Clemens XIII.
- Pius VII. nach Pius VI.
- Pius XII. nach Pius XI.
- In vorherigen Jahrhunderten folgten: Bonifatius IV. auf Bonifatius III. (608), Johannes VII. auf VI. (705), Gregor III. auf Gregor II. (731), Stephan II. auf Stephan (II.) (752), Benedikt VII. auf VI. (974, umstritten), Johannes XV. auf XIV. (985) und Johannes XVIII. auf XVII. (1003).

Der hl. Pius V. wählte den Namen des Vorgängers Pius IV., obwohl er nicht von ihm zum Kardinal erhoben wurde und sogar unter ihm etwas „ins Abseits“ geriet. Man hat vermutet, dass Pi..o als fromme Anspielung auf „Pi(etr)o“ (Petrus) im 16. Jahrhundert wiederentdeckt wurde, falls dies nicht schon Pius II. im Sinn hatte.
Auf den mittelbaren (2.) Vorgänger bezogen sich Pius VIII., Pius X. und Pius XI.; [Pius IX. bezog seine Namenswahl auf Pius VIII., siehe oben], Leo XIII. bezog sich auf Leo XII., dessen Hl. Jahr er 1825 als 15-Jähriger miterlebt hatte. Dieser bezog sich unmittelbar auf Leo I. den Großen, Leo XIV. bezog sich wiederum wegen seiner Sozialenzyklika auf Leo XIII. Gregor XIII. bezog sich wohl unmittelbar auf Gregor I. den Großen [siehe oben] und Clemens VII. auf Clemens I.
Auf weiter zurückliegende Vorgänger bezogen sich zum Beispiel Sixtus V. (auf den IV., auch Franziskaner, siehe oben), Gregor XVI. (auf den XV., Gründer der Propaganda fide), Benedikt XIII. (auf den XI., auch Dominikaner), Benedikt XVI. (auf den XV. und den Hl. Benedikt), Benedikt XV. (auf den XIV., auch Erzbischof von Bologna und Papst), Innozenz XIII. (auf Innozenz III., aus derselben Familie) und Alexander VII. (auf Alexander III., auch aus Siena), Innozenz VIII. (auf den IV., auch aus Genua).
Aus frühkirchlicher Zeit wurden später insbesondere die Papstnamen Clemens, Alexander, Xystus (durch Sixtus IV.), Pius (durch Pius II.), Calixtus, Urban, Stephan, Innozenz, Bonifaz, Coelestin, Leo, Johannes, Benedikt und Gregor „aktiviert“. Johannes wurde im 1. Jahrtausend deshalb so häufig Papstname, weil sehr viele Päpste mit zivilem Namen so hießen, den sie behielten.

## Nummerierung der Päpste

### Ursprung

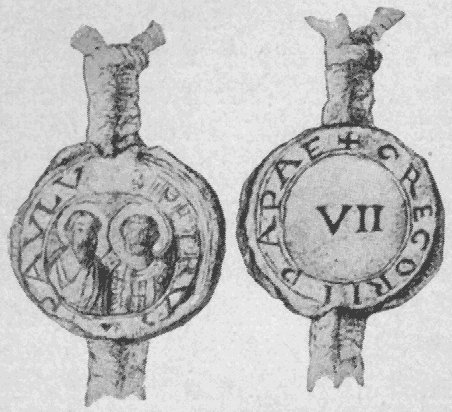
Das Siegel von Gregor VII. (1073–1085) trägt seine Ordinalzahl.

Im Jahre 257 trug Sixtus, der heute als Sixtus II. aufgeführt wird, als erster Papst einen bereits zuvor verwendeten Namen. Dies geschah im Laufe der Zeit immer öfter. Mit Pelagius II. begann man bei zwei Päpsten des gleichen Namens, von denen einer kurz vor dem anderen geherrscht hatte, dem zweiten den Zusatz junior zu geben. Als es drei Päpste des gleichen Namens gab, hängte man an den Namen secundus junior an. Um angesichts dieses komplizierten Systems Verwirrung zu vermeiden, hängte man ab Gregor III. (731–741) gelegentlich eine Nummer an den Papstnamen an. Auf offiziellen Dokumenten wurde dies aber erst ab dem 10. Jahrhundert zur Regel. Der Brauch entstand also ungefähr zeitgleich mit der obligatorischen Annahme eines Papstnamens. Ab Leo IX. (1049–1054) erschien die Nummer auch auf päpstlichen Bullen und auf dem Fischerring.
Die Päpste, die vor der Einführung der Nummerierung geherrscht hatten, wurden aus praktischen Gründen im Nachhinein durchnummeriert. Päpsten, die einen nicht wieder verwendeten Namen getragen hatten, wurde dabei aber nachträglich keine Nummer gegeben. Dennoch gab sich Albino Luciani 1978, als er Papst Johannes Paul wurde, bereits zu seinen Lebzeiten, bevor es einen Johannes Paul II. gab, die Nummer „der Erste“. Dies macht man auch in einigen heutigen Monarchien, wie in Belgien, während in anderen eine Nummer nur verwendet wird, wenn es mindestens einen zweiten Namensträger gibt, wie in den Niederlanden.
Die Gegenpäpste, die vor der Einführung der Nummerierung gelebt hatten, wurden normalerweise nicht nachträglich durchnummeriert. Ausnahmen sind Felix II. – der zwar nicht als legitimer Papst, aber lange Zeit fälschlicherweise als Heiliger angesehen wurde und deshalb noch lange auf den Listen geführt wurde –, sowie Bonifatius VII. und Johannes XVI., was Fehler bei der Nummerierung nachfolgender Päpste gleichen Namens zur Folge hatte.
Die nach der Einführung der Nummerierung aufgetretenen Gegenpäpste folgten immer dem Brauch der Nummerierung, weil sie sich als rechtmäßige Päpste sahen. Da die Kirche sie aber nicht anerkennt, wurden ihr Name und ihre Nummer stets als noch unbelegt angesehen. Wenn ein späterer legitimer Papst diesen Namen annahm, nahm er auch die Nummer mit an, wodurch die spätere „richtige“ Zählung den früheren Gegenpapst zusätzlich delegitimiert. Während des Großen Schismas herrschten zum Beispiel die Gegenpäpste Clemens „VII.“ und Benedikt „XIII.“, Johannes „XXIII.“ und Clemens „VIII.“, was spätere, legitime Päpste also nicht davon abhielt, ebenfalls als Clemens VII., Clemens VIII. und Benedikt XIII. bzw. auch Johannes XXIII. zu regieren.

### Nummerierungsfehler
Bei näherer Betrachtung der Liste der Päpste fallen einige Anomalien bei der Nummerierung bestimmter Namen auf. Der Großteil davon geht auf Gegenpäpste zurück, die zu bestimmten Zeiten doch als legitim angesehen wurden, aber andere sind schlichte Fehler.

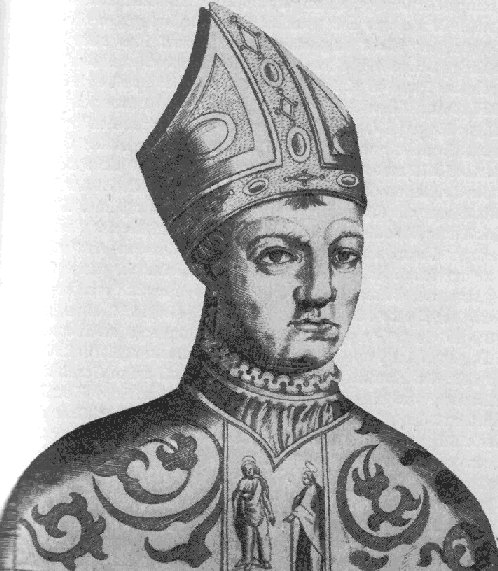
Gegenpapst Johannes XXIII. (1410–1415)

Bonifatius VII., Johannes XVI., Benedikt X. und Alexander V.Wie beschrieben sieht die katholische Kirche die Herrschaft eines Gegenpapstes als null und nichtig an. Wenn also ein legitimer Papst später den Namen eines Gegenpapstes annimmt, nimmt er auch seine Nummer mit an. Die Nummern dreier Gegenpäpste wurden trotzdem nicht wiederverwendet: Bonifatius VII., Johannes XVI., Benedikt X. und (später) Alexander V. Die ihnen folgenden Päpste des gleichen Namens nannten sich Bonifatius VIII., Johannes XVII., Benedikt XI. und Alexander VI. Es gilt dabei zu beachten, dass Alexander V. ein Papst aus Pisa während des Großen Schismas war, und die Unrechtmäßigkeit der Pisaer Päpste war zu Alexanders VI. Zeit noch Gegenstand der Diskussion. Der Name eines anderen Papstes aus Pisa, Johannes XXIII. (1410–1415), wurde von Johannes XXIII. (1958–1963) erst fünf Jahrhunderte später angenommen, als die Kirche eine endgültige Position zur Illegitimität der Pisaer Päpste bezogen hatte.
Felix II.Ebenso wird Felix II. heute als Gegenpapst angesehen. Felix III. und Felix IV. trugen zu ihren Lebzeiten keine Nummern, da dieser Brauch erst nach ihnen aufkam und sie rückwirkend nummeriert wurden. Es wäre daher logisch, sie Felix II. und Felix III. zu nennen, wie es auch einige Listen tun. Da es aber später einen Gegenpapst Felix V. gab, wurden die Namen bei Felix III. und Felix IV. belassen.
Johannes XX.Es gab weder einen Papst noch einen Gegenpapst namens Johannes XX. Als 1276 Pedro Julião unter dem Namen Johannes Papst wurde, gab es bereits zahlreiche Vorgänger desselben Namens, die in den vielen kursierenden Listen jener Zeit unterschiedlich nummeriert waren. Die Zählung des Gegenpapstes Johannes XVI. wurde von Pedro Julião nicht in Frage gestellt, jedoch wurden die Amts- und Gefangenschaftszeit von Johannes XIV. fälschlich als zwei verschiedene Personen dieses Namens interpretiert. Pedro Julião korrigierte somit einen vermeintlichen Fehler in der Nummerierung der Päpste Johannes XV.-XIX. und nannte sich Johannes XXI. statt Johannes XX.
Martin II. und Martin III.Es gab weder Päpste noch Gegenpäpste namens Martin II. oder Martin III. Der Fehler wurde im Jahre 1281, als Simon de Brion Papst wurde und den Namen Martin annahm, gemacht: Man hielt zu Unrecht den Namen Marin(us) für identisch mit Martin und führte die Päpste Marinus I. und Marinus II. als Martin II. bzw. Martin III. auf. So wurde Simon de Brion zu Martin IV. Der Fehler wurde später für die beiden Päpste namens Marinus korrigiert, aber die falsche Nummerierung Martins IV. und später Martins V. hatte Bestand.
Stephan IX. oder Stephan X.?Stephan (II.) wurde 752 gewählt und starb unmittelbar darauf, noch vor der Weihe. Da damals die Inthronisation und nicht die Wahl den Amtsantritt eines Papstes markierte, wurde er sofort von den Listen gestrichen. Seine sieben Nachfolger desselben Namens trugen zu Lebzeiten keine Nummern, man führte sie aber im Nachhinein als Stephan II. bis Stephan VIII. Als 1057, nach Einführung der Nummerierung, ein neuer Stephan gewählt wurde, nannte er sich natürlich Stephan IX. Ende des 16. Jahrhunderts begann man den früh verstorbenen Stephan doch als rechtmäßig anzusehen und hätte eigentlich die folgenden Päpste nun Stephan III. bis Stephan X. nummerieren müssen, obwohl der letzte schon zu seinen Lebzeiten die Nummer IX geführt hatte. Aber im päpstlichen Annuario Pontificio von 2008, das de facto eine offizielle Liste liefert, ist der erste Stephan (II.) wiederum, wie seit 1961 üblich, nicht aufgeführt (vgl. ebd., Fußnote auf S. 11) und seine Namensnachfolger sind als Stephan II. bis Stephan IX. gelistet, mit (je eine Nummer höher) Zusatzziffern in Klammern. In halboffiziellen Listen findet man beide Nummerierungen. Das gleiche Problem hätte sich aus sehr ähnlichen Gründen bei einem weiteren, nur sehr kurz amtierenden Papst, Coelestin II., ergeben können, aber sein Ausschluss aus der Liste hat nie für Widerspruch gesorgt (und ihn damit letztlich fälschlicherweise zum Gegenpapst gemacht). Da zu seiner Zeit die Nummerierung der Päpste schon gang und gäbe war, nannte sich sein Nachfolger ebenfalls und selbstverständlich Coelestin II. Ein weiterer früh verstorbener Papst, Gregor XI., ist möglicherweise gänzlich eine Legende, und seine Nummer wurde vom rechtmäßigen Papst Gregor XI. wiederverwendet.

## Bisher vergebene Papstnamen

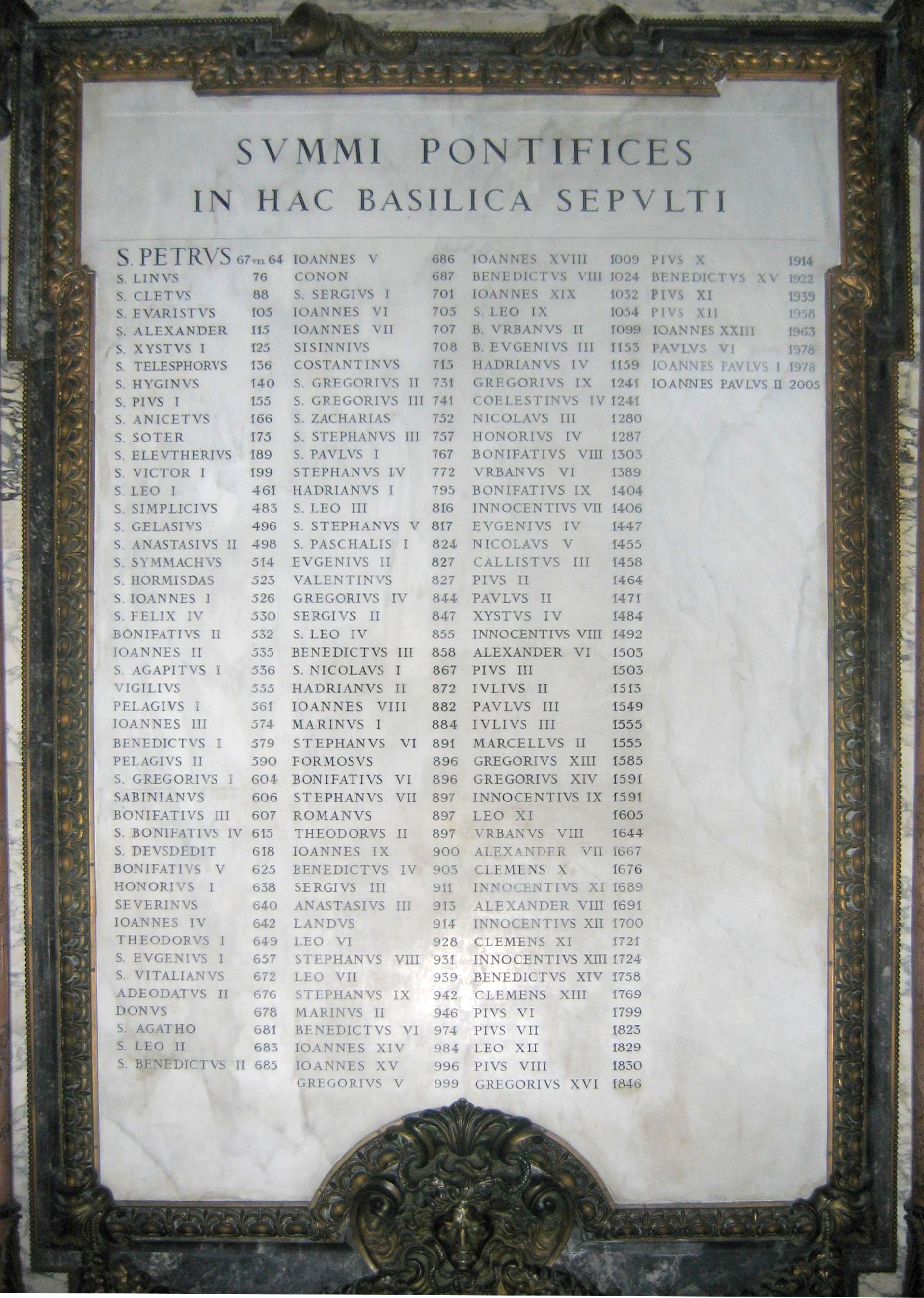
Liste der Päpste, die im Petersdom bestattet sind

Die Liste der Annuario Pontificio zählt von Petrus bis Leo XIV. 268 Päpste. Dabei ist zu beachten, dass sie Benedikt IX. dreimal zählt. Er wurde zum ersten Mal im Alter von etwa 20 Jahren Papst (das von Rodulfus Glaber angegebene Alter von 10 bis 12 Jahren gilt als unwahrscheinlich), wurde gestürzt, wurde erneut Papst, verkaufte seine Würde an Gregor VI., wurde noch einmal Papst, wiederum verjagt und exkommuniziert – um der Legende nach schließlich Mönch zu werden und für seine Sünden Buße zu tun.
Ebenso zählt die Liste Leo VIII. und Benedikt V. als legitime Päpste, die jedoch zur gleichen Zeit regierten und Rivalen waren. Umgekehrt schließt sie die Päpste von Avignon und Pisa aus, die während des Großen Schismas Gegenspieler der römischen Päpste waren.
Die in der römischen Liste nicht gezählten Gegenpäpste fehlen hier. Außerdem fehlen Johannes XX., Martin II. und Martin III., die es (je wegen eines Zählfehlers) nie gab. Unter Beachtung dieser Besonderheiten gibt es daher 266 legitime Päpste, die sich in folgender Weise aufteilen:
| Johannes      | I | II | III | IV | V | VI | VII | VIII | IX | X | XI | XII | XIII | XIV | XV | –   | XVII | XVIII | XIX | – | XXI | XXII | XXIII |
| Gregor        | I | II | III | IV | V | VI | VII | VIII | IX | X | XI | XII | XIII | XIV | XV | XVI |      |       |     |   |     |      |       |
| Benedikt      | I | II | III | IV | V | VI | VII | VIII | IX | – | XI | XII | XIII | XIV | XV | XVI |      |       |     |   |     |      |       |
| Clemens       | I | II | III | IV | V | VI | VII | VIII | IX | X | XI | XII | XIII | XIV |    |     |      |       |     |   |     |      |       |
| Leo           | I | II | III | IV | V | VI | VII | VIII | IX | X | XI | XII | XIII | XIV |    |     |      |       |     |   |     |      |       |
| Innozenz      | I | II | III | IV | V | VI | VII | VIII | IX | X | XI | XII | XIII |     |    |     |      |       |     |   |     |      |       |
| Pius          | I | II | III | IV | V | VI | VII | VIII | IX | X | XI | XII |      |     |    |     |      |       |     |   |     |      |       |
| Stephan       | I | II | III | IV | V | VI | VII | VIII | IX |   |    |     |      |     |    |     |      |       |     |   |     |      |       |
| Bonifatius    | I | II | III | IV | V | VI | –   | VIII | IX |   |    |     |      |     |    |     |      |       |     |   |     |      |       |
| Urban         | I | II | III | IV | V | VI | VII | VIII |    |   |    |     |      |     |    |     |      |       |     |   |     |      |       |
| Alexander     | I | II | III | IV | – | VI | VII | VIII |    |   |    |     |      |     |    |     |      |       |     |   |     |      |       |
| Hadrian       | I | II | III | IV | V | VI |     |      |    |   |    |     |      |     |    |     |      |       |     |   |     |      |       |
| Paul          | I | II | III | IV | V | VI |     |      |    |   |    |     |      |     |    |     |      |       |     |   |     |      |       |
| Coelestin     | I | II | III | IV | V |    |     |      |    |   |    |     |      |     |    |     |      |       |     |   |     |      |       |
| Martin        | I | –  | –   | IV | V |    |     |      |    |   |    |     |      |     |    |     |      |       |     |   |     |      |       |
| Nikolaus      | I | II | III | IV | V |    |     |      |    |   |    |     |      |     |    |     |      |       |     |   |     |      |       |
| Sixtus        | I | II | III | IV | V |    |     |      |    |   |    |     |      |     |    |     |      |       |     |   |     |      |       |
| Felix         | I | –  | III | IV |   |    |     |      |    |   |    |     |      |     |    |     |      |       |     |   |     |      |       |
| Sergius       | I | II | III | IV |   |    |     |      |    |   |    |     |      |     |    |     |      |       |     |   |     |      |       |
| Anastasius    | I | II | III | IV |   |    |     |      |    |   |    |     |      |     |    |     |      |       |     |   |     |      |       |
| Honorius      | I | II | III | IV |   |    |     |      |    |   |    |     |      |     |    |     |      |       |     |   |     |      |       |
| Eugen         | I | II | III | IV |   |    |     |      |    |   |    |     |      |     |    |     |      |       |     |   |     |      |       |
| Silvester     | I | II | III |    |   |    |     |      |    |   |    |     |      |     |    |     |      |       |     |   |     |      |       |
| Viktor        | I | II | III |    |   |    |     |      |    |   |    |     |      |     |    |     |      |       |     |   |     |      |       |
| Lucius        | I | II | III |    |   |    |     |      |    |   |    |     |      |     |    |     |      |       |     |   |     |      |       |
| Kalixt        | I | II | III |    |   |    |     |      |    |   |    |     |      |     |    |     |      |       |     |   |     |      |       |
| Julius        | I | II | III |    |   |    |     |      |    |   |    |     |      |     |    |     |      |       |     |   |     |      |       |
| Pelagius      | I | II |     |    |   |    |     |      |    |   |    |     |      |     |    |     |      |       |     |   |     |      |       |
| Adeodatus     | I | II |     |    |   |    |     |      |    |   |    |     |      |     |    |     |      |       |     |   |     |      |       |
| Theodor       | I | II |     |    |   |    |     |      |    |   |    |     |      |     |    |     |      |       |     |   |     |      |       |
| Marin         | I | II |     |    |   |    |     |      |    |   |    |     |      |     |    |     |      |       |     |   |     |      |       |
| Agapitus      | I | II |     |    |   |    |     |      |    |   |    |     |      |     |    |     |      |       |     |   |     |      |       |
| Damasus       | I | II |     |    |   |    |     |      |    |   |    |     |      |     |    |     |      |       |     |   |     |      |       |
| Paschalis     | I | II |     |    |   |    |     |      |    |   |    |     |      |     |    |     |      |       |     |   |     |      |       |
| Gelasius      | I | II |     |    |   |    |     |      |    |   |    |     |      |     |    |     |      |       |     |   |     |      |       |
| Marcellus     | I | II |     |    |   |    |     |      |    |   |    |     |      |     |    |     |      |       |     |   |     |      |       |
| Johannes Paul | I | II |     |    |   |    |     |      |    |   |    |     |      |     |    |     |      |       |     |   |     |      |       |
| Petrus        | I |    |     |    |   |    |     |      |    |   |    |     |      |     |    |     |      |       |     |   |     |      |       |
| Linus         | I |    |     |    |   |    |     |      |    |   |    |     |      |     |    |     |      |       |     |   |     |      |       |
| Anaklet       | I |    |     |    |   |    |     |      |    |   |    |     |      |     |    |     |      |       |     |   |     |      |       |
| Evaristus     | I |    |     |    |   |    |     |      |    |   |    |     |      |     |    |     |      |       |     |   |     |      |       |
| Telesphorus   | I |    |     |    |   |    |     |      |    |   |    |     |      |     |    |     |      |       |     |   |     |      |       |
| Hyginus       | I |    |     |    |   |    |     |      |    |   |    |     |      |     |    |     |      |       |     |   |     |      |       |
| Anicetus      | I |    |     |    |   |    |     |      |    |   |    |     |      |     |    |     |      |       |     |   |     |      |       |
| Soterus       | I |    |     |    |   |    |     |      |    |   |    |     |      |     |    |     |      |       |     |   |     |      |       |
| Eleutherus    | I |    |     |    |   |    |     |      |    |   |    |     |      |     |    |     |      |       |     |   |     |      |       |
| Zephyrinus    | I |    |     |    |   |    |     |      |    |   |    |     |      |     |    |     |      |       |     |   |     |      |       |
| Pontianus     | I |    |     |    |   |    |     |      |    |   |    |     |      |     |    |     |      |       |     |   |     |      |       |
| Anterus       | I |    |     |    |   |    |     |      |    |   |    |     |      |     |    |     |      |       |     |   |     |      |       |
| Fabianus      | I |    |     |    |   |    |     |      |    |   |    |     |      |     |    |     |      |       |     |   |     |      |       |
| Cornelius     | I |    |     |    |   |    |     |      |    |   |    |     |      |     |    |     |      |       |     |   |     |      |       |
| Dionysius     | I |    |     |    |   |    |     |      |    |   |    |     |      |     |    |     |      |       |     |   |     |      |       |
| Eutychianus   | I |    |     |    |   |    |     |      |    |   |    |     |      |     |    |     |      |       |     |   |     |      |       |
| Cajus         | I |    |     |    |   |    |     |      |    |   |    |     |      |     |    |     |      |       |     |   |     |      |       |
| Marcellinus   | I |    |     |    |   |    |     |      |    |   |    |     |      |     |    |     |      |       |     |   |     |      |       |
| Eusebius      | I |    |     |    |   |    |     |      |    |   |    |     |      |     |    |     |      |       |     |   |     |      |       |
| Miltiades     | I |    |     |    |   |    |     |      |    |   |    |     |      |     |    |     |      |       |     |   |     |      |       |
| Marcus        | I |    |     |    |   |    |     |      |    |   |    |     |      |     |    |     |      |       |     |   |     |      |       |
| Liberius      | I |    |     |    |   |    |     |      |    |   |    |     |      |     |    |     |      |       |     |   |     |      |       |
| Siricius      | I |    |     |    |   |    |     |      |    |   |    |     |      |     |    |     |      |       |     |   |     |      |       |
| Zosimus       | I |    |     |    |   |    |     |      |    |   |    |     |      |     |    |     |      |       |     |   |     |      |       |
| Hilarius      | I |    |     |    |   |    |     |      |    |   |    |     |      |     |    |     |      |       |     |   |     |      |       |
| Simplicius    | I |    |     |    |   |    |     |      |    |   |    |     |      |     |    |     |      |       |     |   |     |      |       |
| Symmachus     | I |    |     |    |   |    |     |      |    |   |    |     |      |     |    |     |      |       |     |   |     |      |       |
| Hormisdas     | I |    |     |    |   |    |     |      |    |   |    |     |      |     |    |     |      |       |     |   |     |      |       |
| Silverius     | I |    |     |    |   |    |     |      |    |   |    |     |      |     |    |     |      |       |     |   |     |      |       |
| Vigilius      | I |    |     |    |   |    |     |      |    |   |    |     |      |     |    |     |      |       |     |   |     |      |       |
| Sabinianus    | I |    |     |    |   |    |     |      |    |   |    |     |      |     |    |     |      |       |     |   |     |      |       |
| Severinus     | I |    |     |    |   |    |     |      |    |   |    |     |      |     |    |     |      |       |     |   |     |      |       |
| Vitalian      | I |    |     |    |   |    |     |      |    |   |    |     |      |     |    |     |      |       |     |   |     |      |       |
| Donus         | I |    |     |    |   |    |     |      |    |   |    |     |      |     |    |     |      |       |     |   |     |      |       |
| Agatho        | I |    |     |    |   |    |     |      |    |   |    |     |      |     |    |     |      |       |     |   |     |      |       |
| Konon         | I |    |     |    |   |    |     |      |    |   |    |     |      |     |    |     |      |       |     |   |     |      |       |
| Sisinnius     | I |    |     |    |   |    |     |      |    |   |    |     |      |     |    |     |      |       |     |   |     |      |       |
| Konstantin    | I |    |     |    |   |    |     |      |    |   |    |     |      |     |    |     |      |       |     |   |     |      |       |
| Zacharias     | I |    |     |    |   |    |     |      |    |   |    |     |      |     |    |     |      |       |     |   |     |      |       |
| Valentin      | I |    |     |    |   |    |     |      |    |   |    |     |      |     |    |     |      |       |     |   |     |      |       |
| Formosus      | I |    |     |    |   |    |     |      |    |   |    |     |      |     |    |     |      |       |     |   |     |      |       |
| Romanus       | I |    |     |    |   |    |     |      |    |   |    |     |      |     |    |     |      |       |     |   |     |      |       |
| Lando         | I |    |     |    |   |    |     |      |    |   |    |     |      |     |    |     |      |       |     |   |     |      |       |
| Franziskus    | I |    |     |    |   |    |     |      |    |   |    |     |      |     |    |     |      |       |     |   |     |      |       |

## Bibliographie
- B. U. Hergemöller: Die Geschichte der Papstnamen, Münster 1980
- Philippe Levillain (Hrsg.): Dictionnaire historique de la Papauté, Fayard, 2. Aufl. 2003, 1776 Seiten. (ISBN 2-213-61857-7; Erstauflage 1994.)